# Total War: Shogun 2 — Fall of the Samurai
Total War: Shogun 2 — Fall of the Samurai (с англ. — «Тотальная Война: Сёгун 2 — Падение самураев», в издании от 1С — «Закат самураев») — крупномасштабное дополнение для игры Total War: Shogun 2, позже вышла как самостоятельная игра. Первая игра в подсерии Saga. Была выпущена 22 марта в Steam, а 23 марта — в розничной продаже. Feral Interactive выпустил игру для macOS 8 июля 2015 года, и для Linux — 23 мая 2017 года.
Дополнение охватывает период с 1864 по 1869 год в истории Японии. В историю он вошел как «Бакумацу».

## Особенности геймплея
В данном дополнении представлен наиболее поздний период истории по сравнению с другими играми серии «Total War», о чём свидетельствуют некоторые особенности игры, отсутствовавшие ранее. Впервые в серии для кампании станут важны железные дороги, позволяющие быстро перевозить войска по карте. Также появится пулемёт Гатлинга, одно из первых автоматических орудий, которым игрок сможет управлять напрямую.
Артиллерия и боевые корабли теперь способны обстреливать вражеские войска прямо на карте кампании. Также игрок может строить береговые орудия, чтобы бороться с обстрелом с моря. Морской бой также претерпел серьёзные изменения, так как все корабли теперь являются пароходами, что существенно меняет тактику ведения боя.

## Нововведения
- Игрок имеет доступ к десяти кланам: пять на стороне Имперского трона (княжества Сацума, Тёсю, Тоса и загружаемые Сага и Цу) и пять на стороне последнего Сёгуната (княжества Айдзу, Дзёдзай, Нагаока и загружаемые Обама, Сэндай).
- Новые иностранные государства (Великобритания, США и Франция) играют немалую роль в Войне Босин. От отношений игрока с этими державами зависит возможность найма зарубежных войск и изучения технологий.
- Некоторые войска можно нанять у западных держав, включая британскую, американскую и французскую морскую пехоту. Также можно приобретать иностранные броненосцы (британский «Уорриор», американский «Роанок» и французский «Океан»).
- Если во время наземной битвы поблизости находится флот игрока, то игрок может вызвать обстрел указанной территории.
- Новые типы агентов: иностранный ветеран, Исин Сиси и Синсэнгуми.
- Дополнительные способности для ниндзя и гейши.
- Возможность улучшить оборонные башни определённым оружием (мушкет, артиллерия и пулемёты).

## Критика
| Сводный рейтинг       | Сводный рейтинг |
| Агрегатор             | Оценка          |
| --------------------- | --------------- |
| GameRankings          | 86,79 %         |
| Metacritic            | 86/100          |
| Иноязычные издания    |                 |
| Издание               | Оценка          |
| IGN                   | 9/10            |
| Русскоязычные издания |                 |
| Издание               | Оценка          |
| Absolute Games        | 84/100          |
| «Игромания»           | 7,0/10          |